# Evan Jonigkeit
Evan Jonigkeit, né le 25 août 1983, est un acteur américain, connu pour avoir joué dans les films X-Men: Days of Future Past (2014), Bone Tomahawk (2015) et la série télévisée Easy (2016).

## Biographie
Jonigkeit a grandi dans le Comté de Bucks, dans l'état de Pennsylvanie. En 2001, il est diplômé du Lycée Neshaminy et entre par la suite à l'Université Temple de Philadelphie grâce à une bourse de baseball. Après une tendinite, il se dirige vers le théâtre.

## Vie privée
Depuis 2016, il est en couple avec l'actrice américaine Zosia Mamet. Ils se marient le 2 octobre 2016.

## Filmographie

### Cinéma

#### Longs métrages
- 2014 : X-Men: Days of Future Past de Bryan Singer : Toad
- 2015 : Bone Tomahawk de S. Craig Zahler : Deputé Nick
- 2016 : Whiskey Tango Foxtrot de Glenn Ficarra et John Requa : Caporal suppléant Coughlin
- 2016 : Tallulah de Sian Heder : Nico
- 2016 : The Lennon Report de Jeremy Profe : Dr David Halleran
- 2016 : Goldbricks in Bloom de Danny Sangra : Joe
- 2017 : Brave New Jersey de Jody Lambert : Sparky
- 2018 : Kate Can't Swim de Josh Helman : Mark
- 2019 : The Empty Man de David Prior : Greg
- 2020 : La Proie d'une ombre (The Night House) de David Bruckner : Owen
- 2021 : Together Together de Nikole Beckwith : Bryce
- 2023 : Manodrome de John Trengove : Brad, le fils
- 2023 : Quelqu'un que j'ai bien connu (Somebody I Used to Know) de Dave Franco : Chef Jamie
- 2025 : Henry Johnson de David Mamet : Henry Johnson

#### Courts métrages
- 2007 : Sarah + Dee de Karen Dee Carpenter : Un homme
- 2008 : Calendar Girl de Jason Hall : Phil
- 2008 : Miles to Go de Lenneal McKudu : Kirk
- 2016 : Mildred & The Dying Parlor d'Alexander H. Gayner : Howard
- 2019 : State of the State de Julian Ungano : John

### Télévision

#### Séries télévisées
- 2007 : Mysterious Journeys : Un prisonnier
- 2014 : Girls : Parker
- 2014 : The Good Wife : Gus Pawlicky
- 2016 : Broad City : Carl Schiff
- 2016 : Unbreakable Kimmy Schmidt : Bob Thomstein
- 2016 - 2017 : Easy : Matt
- 2016 - 2017 : Frontier : Capitaine Jonathan Chesterfield
- 2016 - 2019 : Easy : Matt
- 2018 - 2019 : Sweetbitter : Will
- 2021 : Archives 81 : Samuel
- 2022 : Welcome to Chippendales : Scott Gariola
- 2025 : The Hunting Wives : Graham O'Neil

### Production
- 2017 : Stand For Rights : A Benefit for the ACLU
- 2018 : Kate Can't Swim
- 2018 : Be the Ball (documentaire)
- 2025 : Henry Johnson de David Mamet

## Théâtre
- 2011 : High de Matthew Lombardo : Cody Randall, Booth Theatre
- 2013 : The Snow Geese : Duncan Gaesling, Théâtre Samuel J. Friedman
- 2013 : Really Really de Paul Downs Colaizzo : dans le rôle de Jimmy Lucille, Théâtre Lortel